# Escílax de Carianda
Escílax de Carianda (griego Σκύλαξ ὁ Καρυανδεύς) fue un explorador y marino, natural de la ciudad de Carianda, en Caria (hoy Turquía), que vivió en el siglo VI a. C. Fue el primer griego en narrar sus exploraciones desde el punto de vista geográfico.

## Biografía
Entre los años 519 y 512 a. C., Escílax fue enviado por el rey persa Darío I a explorar el curso del río Indo. Escílax y sus marinos descendieron río abajo hasta que alcanzaron el mar; luego navegaron por el océano Índico hasta el mar Rojo, circunnavegando Arabia. Completaron su viaje en treinta meses. Hecateo de Mileto menciona este viaje.
Estrabón nombra a Escílax como un antiguo escritor, y lo menciona en tres pasajes, por lo que es de suponer que escribió alguna obra. Se le atribuye un Período de la tierra y un Periplo de las costas fuera de las columnas de Hércules del que se conservan siete fragmentos. El llamado Periplo de Pseudo-Escílax que data del siglo III a. C. es una compilación a la que se dio este título en honor del antiguo navegante.